# Delias kummeri
Delias kummeri är en fjärilsart som beskrevs av Ribbe 1900. Delias kummeri ingår i släktet Delias och familjen vitfjärilar. Inga underarter finns listade i Catalogue of Life.